# Río de la Suela
Río de la Suela är ett vattendrag i Argentina.   Det ligger i provinsen Córdoba, i den centrala delen av landet, 700 km nordväst om huvudstaden Buenos Aires.
Omgivningen kring  Río de la Suela består i huvudsak av gräsmarker. Området är  ganska glesbefolkat, med 29 invånare per kvadratkilometer.